# Mělník
Mělník es una ciudad de la República Checa, en la región de Bohemia Central. Se encuentra en la confluencia de los ríos Elba y Moldava, aproximadamente a 35 km al norte de Praga y cuenta con 19 077 habitantes. Es el centro de una importante comarca agrícola y vitivinícola y cuenta con uno de los mayores puertos fluviales del país.

## Historia
La tradición quiere que Mělník fuese el lugar de nacimiento de santa Ludmila, esposa de Borivoj I de Bohemia y abuela de san Wenceslao, a quien influyó en su conversión al cristianismo. De ahí la importancia de la ciudad en la cultura nacional checa.
El nombre de la ciudad aparece por primera vez en monedas de la reina Emma, mujer de Boleslao II de Bohemia (fines del siglo X). En noviembre de 1274, Otakar II de Bohemia otorgó a Mělník el estatuto de ciudad. Más tarde, pasó a ser una ciudad real, residencia de las reinas de Bohemia, antes de convertirse en patrimonio de las familias Waldstein y Lobkowitz.

## Lugares de interés

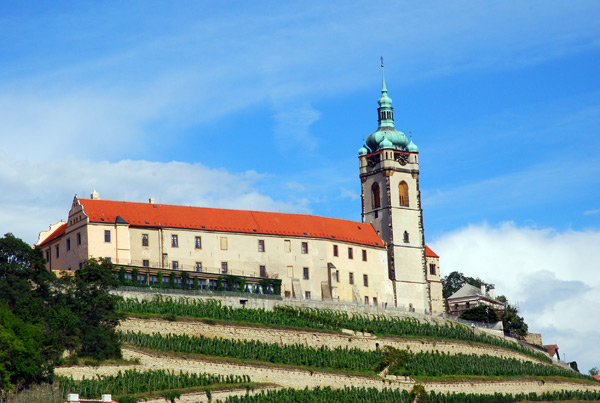
Castillo de Mělník

- Ayuntamiento (Radnice), reconstruido entre 1765 y 1793.
- Castillo (Zamek), de origen gótico, reconstruido en estilo renacentista.
- Iglesia de San Pedro y San Pablo. Inicialmente románica, se reconstruyó en estilo gótico tardío entre 1488 y 1533. Su aspecto actual se debe a la restauración llevada a cabo entre 1911 y 1913.